# Ronald Walker
Ronald Walker (* 22. Dezember 1907 in Leeds; † 25. Oktober 1948 ebenda) war ein englischer Gewichtheber.

## Werdegang
Ronald Walker aus Wakefield kam erst mit 23 Jahren zum Gewichtheben, nachdem er zuvor Leichtathletik betrieben hatte. Nach Jahren des Aufbautrainings startete er 1935 erstmals bei internationalen Veranstaltungen im Schwergewicht (damals über 82,5 kg Körpergewicht). Er war ein sehr leichter Schwergewichtler, der bei seinen Wettkämpfen zwischen 88 und 90 kg wog. Nach der heutigen Gewichtsklasseneinteilung wäre er also eigentlich ein Mittelschwergewichtler (früher bis 90 kg, heute bis 94 kg Körpergewicht). Umso erstaunlicher waren seine damaligen Leistungen, wäre er doch mit den 1936 in Berlin erzielten 397,5 kg bei der Weltmeisterschaft 1951 Vizeweltmeister im Mittelschwergewicht geworden. Ronald war im Drücken verhältnismäßig schwach, zeigte dafür aber im Reißen und Stoßen hervorragende Leistungen.
Er starb mit 41 Jahren in Leeds.

## Internationale Erfolge
(OS = Olympische Spiele, WM = Weltmeisterschaft, EM = Europameisterschaft, S = Schwergewicht)
- 1935, 1. Platz, Turnier in London, S, mit 367,5 kg, vor Bill Good, USA, 357,5 kg;
- 1935, 2. Platz, EM in Paris, S, mit 382,5 kg, hinter Josef Manger, Deutschland, 395 kg und vor Václav Pšenička, Tschechoslowakei, 382,5 kg und Kurt Wahl (Gewichtheber), Deutschland, 382,5 kg;
- 1936, 4. Platz, OS in Berlin, S, mit 397,5 kg, hinter Manger, 410 kg, Pšenička, 402,5 kg und Arnold Luhaäär, Estland, 400 kg;
- 1937, 5. Platz, WM in Paris, S, mit 390 kg, hinter Manger, 420 kg, Pšenička, 405 kg, Heinz Schattner, Deutschland, 395 kg und Luhaäär, 392,5 kg

## Weltrekord
im beidarmigen Reißen:
- 135 kg, 1936 in London, S

## Trivia
Nach dem heute gültigen Reglement (Zweikampf Reißen und Stoßen) wäre Ronald Walker 1935 Europameister und 1936 Olympiasieger geworden. Das Ergebnis hätte so ausgesehen:
- EM 1935: 1. Walker, 270 kg (115–155) vor Manger, 270 kg (120–150) durch leichteres Körpergewicht,
- OS 1936: 1. Walker, 287,5 kg (127,5–160) vor Manger, 277,5 kg (122,5–155)